# 希露迪·穆達達
希露迪·穆達達（英語：Shruti Mundada，1994年3月14日—），印度女子羽毛球運動員。

## 簡歷
2016年11月，希露迪·穆達達出戰印度羽毛球國際系列賽女子單打項目，但在準決賽中以1比3的成績（11-9、10-12、6-11、6-11）不敵隊友兼3號種子丽图帕尔纳·达斯，止步於4強。

## 主要比賽成績
| 年份   | 賽事                   | 公開賽級別 | 項目     | 拍檔        | 成績   |
| ------ | ---------------------- | ---------- | -------- | ----------- | ------ |
| 2014年 | 孟加拉羽毛球國際挑戰賽 | 國際挑戰賽 | 女子雙打 | Riya Pillai | 準決賽 |
| 2014年 | 印度羽毛球國際挑戰賽   | 國際挑戰賽 | 女子雙打 | Riya Pillai | 準決賽 |
| 2016年 | 印度羽毛球國際系列賽   | 國際系列賽 | 女子單打 | －          | 準決賽 |
| 2018年 | 巴林羽毛球國際系列賽   | 國際系列賽 | 女子單打 | －          | 準決賽 |
| 2024年 | 烏干達羽毛球國際挑戰賽 | 國際挑戰賽 | 女子單打 | －          | 亞軍   |

| 2007-2017年 | 首要超級賽 | 超級賽 | 黃金大獎賽 | 大獎賽 | 國際挑戰賽 | 國際系列賽 | 未來系列賽 | 其他 |

| 2018-2026年 | 總決賽 | 超級1000賽 | 超級750賽 | 超級500賽 | 超級300賽 | 超級100賽 | 國際挑戰賽 | 國際系列賽 | 未來系列賽 | 其他 |